# Somalische tsjagra
De Somalische tsjagra (Tchagra jamesi) is een zangvogel uit de familie Malaconotidae (bosklauwieren). Deze vogel is genoemd naar de Engelse ontdekkingsreiziger Frank Linsly James (1851-1890).

## Verspreiding en leefgebied
Deze soort komt voor in oostelijk Afrika en telt twee ondersoorten:
- T. j. jamesi: van zuidoostelijk Zuid-Soedan tot Somalië en centraal Kenia en noordoostelijk Tanzania.
- T. j. mandanus: de kust van Kenia en de nabijgelegen eilanden.

## Status
De grootte van de populatie is niet gekwantificeerd maar de soort wordt omschreven als algemeen. Op de Rode lijst van de IUCN heeft deze soort de status niet bedreigd.